# Clement Vallandigham
Clement Laird Vallandigham (29 juillet 1820 - 17 juin 1871) est un avocat, journaliste, homme politique et agitateur américain qui lutta contre le gouvernement d'Abraham Lincoln et la guerre menée par l'Union contre la Confédération.

## Biographie

### Début de carrière
Élu de 1858 à 1863 par l'État de l'Ohio — où il était né et exerçait le métier d'avocat — à la Chambre des représentants, comme membre du parti démocrate, il écrit dans le journal Dayton Empire et combat en faveur des « States' Rights »  pour que les États conservent leurs pouvoirs politiques face au gouvernement fédéral.

### Début de la guerre de Sécession

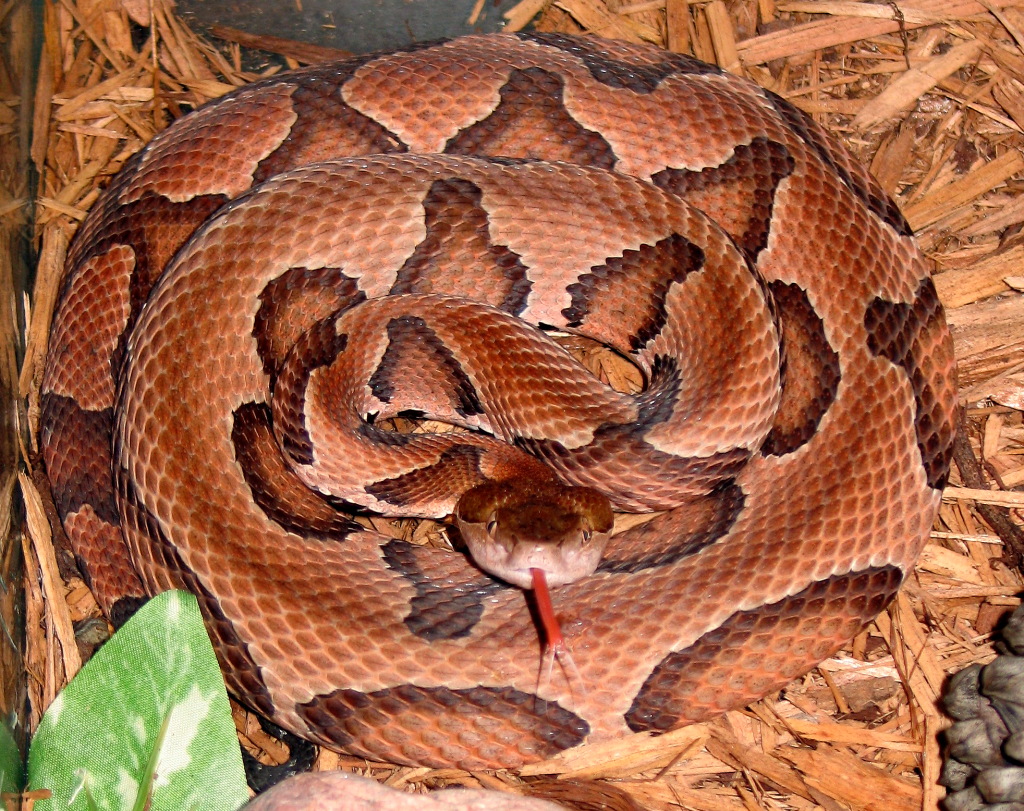
Les républicains bellicistes proclamaient que les nordistes démocrates et pacifistes voulaient voir le Sud gagner la guerre, et étaient donc aussi dangereux et sournois que les « copperhead snakes » (Agkistrodon contortrix, mocasin ou pit viper).

Vallandigham s'oppose activement à la guerre contre la Confédération et à la conscription. Il est le plus représentatif de la faction des copperheads. Vallandigham se distingue par la violence de ses attaques contre Abraham Lincoln, et par ses appels à la résistance contre « l'absolutisme du tyran » qu'il accuse de menées anticonstitutionnelles et de césarisme.
Vallandigham est arrêté le 5 mai 1863 par la prévôté, en application du General Order Number 38, un décret promulgué par le général Ambrose Burnside, alors chef de la région militaire de l'Ohio. Burnside, choisi par Lincoln pour sa fidélité, avait édicté le 13 avril 1863 que « tout sympathisant avec l'ennemi (que ce soit en paroles ou en actions) serait jugé, et condamné à la détention, à l'expulsion au-delà des lignes, voire passé par les armes ». Vallandigham s'insurge violemment contre l'édit, et déclare entre autres que le gouvernement fédéral « avait l'intention de libérer les Noirs, et de réduire les Blancs en esclavage ». 
Accusé d'entente avec l'ennemi et d'incitation à la désertion, Vallandigham est jugé deux jours après son arrestation par un tribunal militaire. Ses partisans copperheads s'ameutent et brûlent les locaux d'un journal pro-unioniste. Il est tout de même condamné à deux années de forteresse mais fait appel, invoquant le fait qu'étant un civil il ne pouvait tomber sous le coup d'un règlement militaire. Il demande aussi l'application de l'habeas corpus, mais un tribunal civil, arguant de la loi martiale, confirme le jugement militaire. 

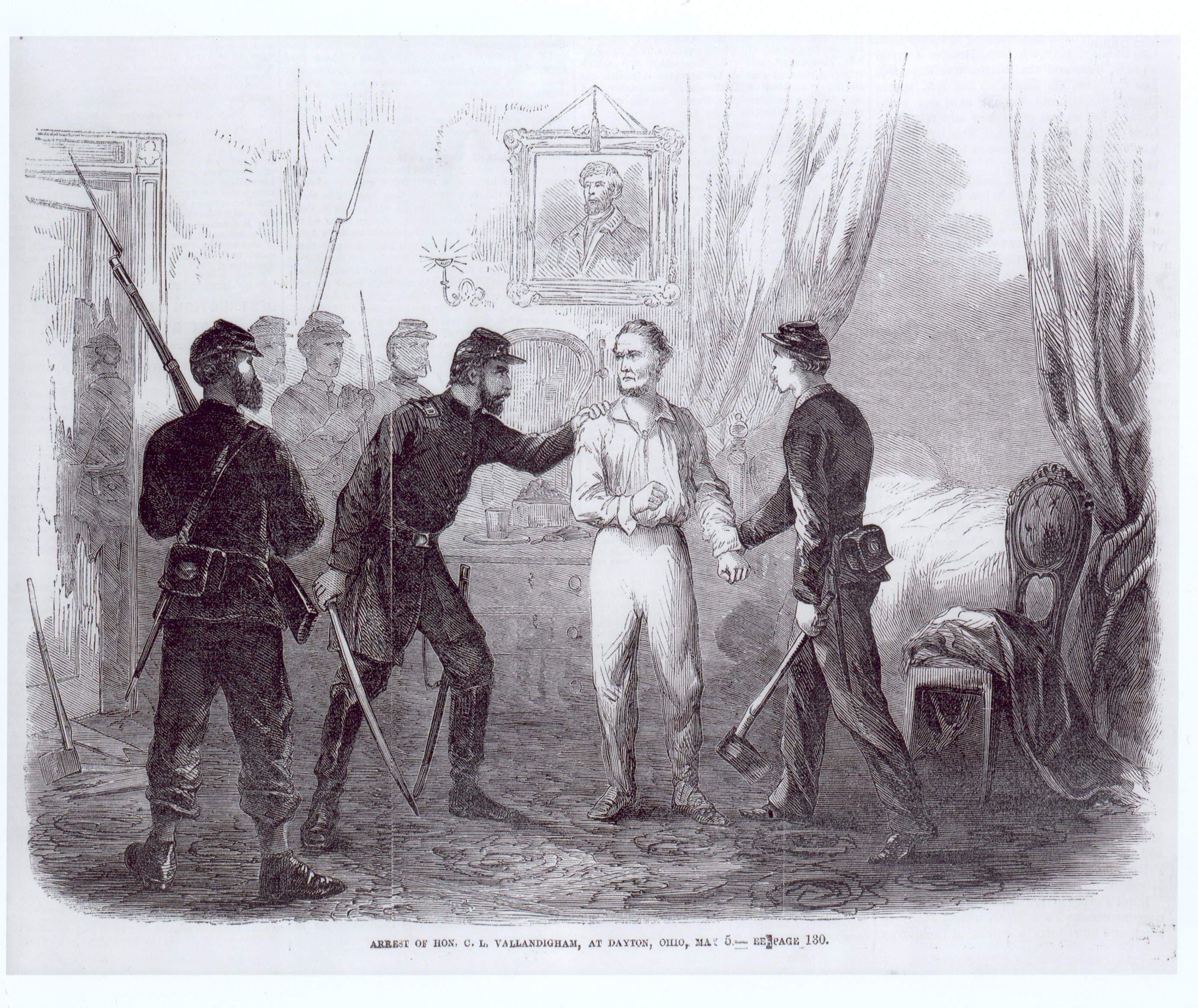
Une gravure contemporaine : le 5 mai 1863, Vallandigham est arrêté au saut du lit par les soldats unionistes.

Alors que la polémique juridique et politique grandit, et que l'agitation s'étend après l'internement du chef des copperheads, Lincoln adresse des lettres d'explication aux élus outrés par le procédé, et commue la peine d'internement en bannissement. Vallandigham, chassé par les Unionistes à travers les lignes du front du Tennessee, est reçu avec circonspection par les officiers confédérés qui le font évacuer vers l'arrière. 
Le jeune lieutenant-colonel britannique Arthur Fremantle, venu en 1863 visiter en tant qu'observateur les champs de bataille nord-américains, écrit dans son livre Three months in the Southern States qu'il a vu près de Shelbyville l'endroit où le chef des copperheads fut expulsé à travers les lignes sous couvert du drapeau blanc, et abandonné dans le no man's land – et lu le billet concis et moqueusement courtois (« Aux bons soins de Messieurs les Confédérés... ») que les officiers nordistes lui avaient donné pour qu'il le remette à leurs homologues sudistes. Fremantle dit aussi avoir longuement parlé avec l'officier des renseignements confédéré, le major Morris, qui convoya l'embarrassant allié objectif vers l'arrière jusqu'au port de Wilmington : selon lui, Vallandigham semblait absolument persuadé du bien-fondé de sa lutte et de l'éminence de son rôle.

### Réfugié au Canada

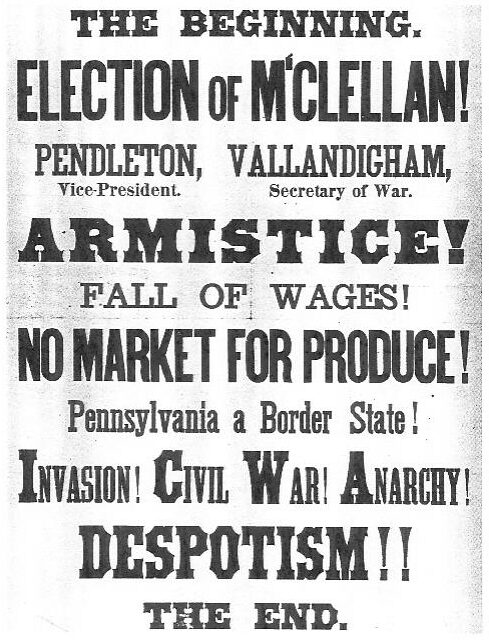
Campagne pour l'élection présidentielle de 1864 : cette affiche unioniste dresse un tableau apocalyptique des conséquences qu'aurait l'élection de l'adversaire de Lincoln George B. McClellan, surtout avec Vallandigham comme Secrétaire à la Guerre.

Vallandigham embarque à Wilmington sur un forceur de blocus, et débarque au Canada en passant par les Bermudes. Installé dans un hôtel de Windsor, en Ontario, et fort de sa position d'ennemi personnel de Lincoln, il continue par-dessus la frontière à harceler « King Abe », à militer en faveur de la paix, et à briguer des postes politiques. Il se présente à l'élection du gouverneur de l'Ohio et est « nommé » candidat du parti démocrate. Il pense pouvoir ainsi jouer un rôle décisif, mais il perd largement l'élection, derrière le démocrate belliciste John Brough (en).
Lors de la campagne de 1864 pour l'élection présidentielle, Vallandigham apporte son soutien aux adversaires démocrates d'Abraham Lincoln et rédige même la plateforme du « ticket » démocrate. Mais pour les partisans de Lincoln et de la guerre, il est facile de stigmatiser l'union contre nature d'un militaire (George McClellan, candidat à la présidence), d'un militant pacifiste (George H. Pendleton, candidat à la vice-présidence), et surtout d'un « traitre défaitiste » (Clement Vallandigham) comme candidat au poste de secrétaire à la Guerre. Le candidat George McClellan doit renier en cours de campagne le programme que Vallandigham avait rédigé et Lincoln est réélu haut la main.

### Après la guerre
Vallandigham milite à la fois contre la Reconstruction - et pour l'oubli total des griefs mutuels nés de la guerre. Il reprend son métier d'avocat. 
À l'âge de 50 ans, à Lebanon dans l'Ohio, il veut un jour prouver l'innocence d'un de ses clients, accusé d'homicide lors d'une fusillade dans un bar, en montrant que la victime s'est tuée accidentellement. Il reconstitue les faits d'une manière si réaliste qu'il se blesse mortellement avec un pistolet qu'il croyait déchargé,. Ne parvenant pas à se prononcer, le jury est dessaisi et le cas transféré au comté de Montgomery ; après appel d'un premier jugement le condamnant pour meurtre, le client de Vallandigham est finalement acquitté.